# 寺西はる
寺西 はる（てらにし はる、5月31日 - ）は、日本の女性声優。愛知県出身。81プロデュース所属。

## 略歴
2016年、アミューズメントメディア総合学院卒業。
2017年4月1日付で81プロデュースに所属。

## 人物
趣味・特技はピアノ、読書、日本習字（五段）、ハンドメイド制作（タッセ）。

## 出演

### テレビアニメ
2010年代
- 縁結びの妖狐ちゃん（2017年）
- 一人之下 羅天大醮篇（2018年、検査員）
- はるかなレシーブ（2018年、機内放送）
- 賭ケグルイ××（2019年、ディーラー）

2020年代
- 22/7（2020年、悠の母）
- アイドリッシュセブン Third BEAT!（2021年、女子生徒B）
- ワッチャプリマジ!（2022年、ファンの女性）
- 名探偵コナン（2024年、ウェイトレス）
- 前橋ウィッチーズ（2025年、栄子の母）

### ゲーム
- 天空のクラフトフリート（2014年、ナゴム、ユシラ）
- 黒い砂漠（2015年）
- 地球防衛軍5（2017年）
- リトルウィッチアカデミア 時の魔法と七不思議（2017年、レイチェル）
- モンスターストライク（2018年 - 2019年、むっすびぃ、めりぃらいす[12]）

### 吹き替え

#### 映画
- アルマゲドン2022（クリスティン）
- 鬼と獣（ウンジュ）
- キャメラを止めるな!（マノン〈ライカ・アザナヴィシウス〉[13]）
- クリーン ある殺し屋の献身（ディアンダ）
- ジョーズ・リターン
- 白雪姫[14]
- 戦慄の絆（スカウト、フローレンス）
- 犯罪都市 PUNISHMENT（ソユル[15]）
- ヒトラーの死体を奪え!（ユスチナ）
- ムーンインパクト（ディアス）
- ロード・オブ・モンスターズ 怪獣大決闘（ローラ）

#### ドラマ
- 愛をこめて、キティより（ミヒ）
- インヒューマンズ（オードリー）
- ウィンチェスターズ（悪魔女、フォード、デボラ）
- エイリアンシッター ギャビー・デュラン（オリヴィア 他）
- おくびょうねこな私たち（ルーシー）
- グランド・アーミー（レイチェル、フランキー 他）
- サーフェス〜ねじれた記憶〜
- ザ・ファビュラス
- シー・ハルク:ザ・アトーニー
- 代理リベンジ（ナリン）
- 涙の女王（ナ秘書）
- パルス(ソフィー<チェルシー・ミュアヘッド>)
- ビッグマウス（チャ・スンテ妻、ギョンスク 他）
- ファーストレディ
- 未来の大統領の日記（クララ）
- レイブンのウチはチョー大変!

#### テレビ番組
- 宇宙人ネッドのトークショー（少女1）

#### アニメ
- アイス・エイジ バックの大冒険（2022年、ハイラックス）
- ルドルフ 赤鼻のトナカイ（2022年、トナカイの女の子）
- ニモーナ（2023年、女騎士）
- 天官賜福 貮（2024年、神官、謝憐〈子供〉、孫娘）
- アイドルプリンセス★ロリロック （2024年）

### ボイスオーバー
- あつまれ!おもしろアニマル映像 特別版
- オン・ポワント〜若きバレエダンサーたち〜（エヴァ 他）
- 動物園のヒミツ：ノース・カロライナ動物園
- マーベル・スタジオ アッセンブル シー・ハルク：ザ・アートニーの裏側

### ボイスコミック
- キング様のいちばん星（食堂のおばちゃん、女子A）

### ラジオ
- 週刊小林ゆう